# Ramon (Philippines)
Pour les articles homonymes, voir Ramon.
Ramon est une municipalité de la province d’Isabela, aux Philippines.